# 프랜시슬리 부에노
프랜시슬리 트루에바 부에노(Francisley Trueba Bueno, 1981년 3월 5일 ~ )은 쿠바의 야구 선수이자, 전 미국 프로야구 시카고 컵스의 투수이다.
쿠바 출신으로는 최초로 KBO 리그에 진출하였다.

## KBO 리그시절
호세 카페얀이 부진하면서 대체 선수로 오게 되었으나 SK 와이번스전만 빼고 승리가 없으며 부진해 한화 이글스가 오넬리 페레즈를 택하며 한화 이글스를 떠나게 되었다.